# Мала Ярославка
Мала Ярославка (рос. Малая Ярославка) — село в Хорольському районі Приморського краю Росії. Входить до складу Ярославського міського поселення.

## Населення
Чисельність населення за роками:
| 2002 | 2010 |
| ---- | ---- |
| 137  | 105  |

За даними перепису населення 2010 року на території села проживало 105 осіб. Частка чоловіків у населенні складала 44,8% або 47 осіб, жінок — 55,2% або 58 осіб. Національний склад станом на 2002 рік: росіяни — 70,8% або 97 осіб, українці — 24,8% або 34 особи.